# هیرویوکی ساکاگوچی
هیرویوکی ساکاگوچی (انگلیسی: Hiroyuki Sakaguchi؛ زادهٔ ۱ ژانویهٔ ۱۹۶۵) بازیکن بیسبال اهل ژاپن است.